# Aphelinoidea nigrioculae
Aphelinoidea nigrioculae is een vliesvleugelig insect uit de familie Trichogrammatidae. De wetenschappelijke naam is voor het eerst geldig gepubliceerd in 1920 door Alexandre Arsène Girault.